# Malvik (localitate)
Malvik este o localitate din comuna Malvik și Trondheim, provincia Sør-Trøndelag, Norvegia, cu o suprafață de 2,68 km² și o populație de 6.660 locuitori (2013).